# Sepedophilus marshami

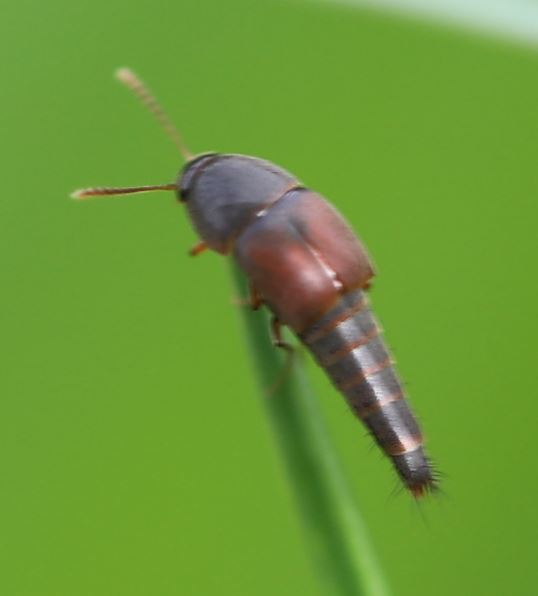
Sepedophilus marshami auf einem Grashalm

Sepedophilus marshami ist ein Käfer aus der Familie der Kurzflügler (Staphylinidae). Dort zählt er zur Unterfamilie Tachyporinae.

## Merkmale
Die Käfer erreichen eine Körperlänge von vier bis fünf Millimetern. Sie besitzen eine tropfenförmige Gestalt mit einem auffällig zugespitzten Hinterleib, typisch für die Vertreter der Tribus Tachyporini. Kopf, Halsschild und Hinterleib sind überwiegend schwarz gefärbt. Die hinteren Ecken und der Vorderrand des Halsschilds sind rotgelb und die Tergite besitzen einen rotgelben Hinterrand. Auch Fühler, Mundwerkzeuge und Beine sind rotgelb, ziegelrot oder braunrot gefärbt. Die Schildchenregion der ansonsten ziegelrot gefärbten Flügeldecken ist schwarz.
Arten der Gattung Sepedophilus sind von den meisten anderen Gattungen der Tachyporinae, trotz auf den ersten Blick ähnlicher Gestalt, an dem fein, aber deutlich behaarten Kopf und Halsschild leicht unterscheidbar. Die Art wurde früher oft mit Sepedophilus testaceus verwechselt. Von dieser ähnlichen Art unterscheiden folgende Merkmale: Etwas größer als dieser (Körperlänge 3,6 bis 4,5 mm nach Strand, 3,8 bis 4,8 mm nach Lohse, gegenüber 3,2 bis 3,7 mm bzw. 3,5 bis 4,5 mm). Die Fühler sind etwas länger, ihr siebtes Glied immer länger als am Ende breit. Von dieser und anderen ähnlichen Arten unterscheidet außerdem die Färbung: Halsschild und Flügeldecken sind bei den anderen Arten einfarbig braun bis schwarzbraun.

## Verbreitung
Die Art ist in der Paläarktis heimisch. In Europa ist Sepedophilus marshami weit verbreitet. Das Vorkommen reicht von Fennoskandinavien und den Britischen Inseln im Norden bis in den Mittelmeerraum. Östlich ist sie bis nach Korea verbreitet, allerdings existieren in Zentral- und Ostasien eine Reihe sehr ähnlicher Arten, die bisher oft nicht unterschieden wurden. Angaben, die Art fehle auf der Iberischen Halbinsel sind irrtümlich und gehen auf die früher ungeklärte Taxonomie zurück, Sammlungsmaterial wurde hier irrtümlich anderen Arten zugeordnet. In der Nearktis (Nordamerika) wurde die Käferart eingeschleppt. Erste Funde stammen aus der ostkanadischen Provinz Québec aus dem Jahre 1959. Die Art hat sich mittlerweile über Teile von Kanada und den Vereinigten Staaten ausgebreitet.

## Lebensweise
Die Käfer beobachtet man das ganze Jahr über, insbesondere in den Sommermonaten sind sie aktiv. Die myrmekophile Art findet man gelegentlich in Ameisenbauten von Formica rufa, Lasius brunneus, Lasius fuliginosus, Lasius niger und Myrmica ruginodis. Ansonsten halten sich die hauptsächlich nachtaktiven Käfer bevorzugt an feuchten schattigen Stellen, nach anderen Angaben aber eher an sonnenexponierten Stellen in der Laubstreu auf, oft, aber nicht nur in Wäldern. Man findet sie auch unter Baumrinde.
Larven und Imagines der Art ernähren sich vermutlich überwiegend räuberisch (zoophag).

## Taxonomie und Systematik
Die Art wurde im Jahr 1832 von James Francis Stephens als Conurus marshami erstbeschrieben. Mit dem Namenszusatz ehrte er Thomas Marsham, einen englischen Entomologen, dessen Insektensammlung er erworben hatte. Danach wurde sie lange Zeit als Conosoma marshami in einer Gattung Conosoma geführt oder ungerechtfertigt als Synonym von Sepedophilus testaceus (auch unter dem Namen Conosoma pubescens) aufgefasst. Da die Typusart der Gattung Conurus, Conurus bipustulatus Fabricius, 1793 tatsächlich in die bereits früher beschriebene Gattung Tachinus gehört, ist dieser Gattungsname ungültig und nicht verfügbar. Dies betrifft auch die vorgeschlagenen Ersatznamen Conosoma Kraatz und Conosomus Motschulsky. Ältester verfügbarer Name für die Gattung ist damit der von Gistel eingeführte Ersatzname Sepedophilus, in die die Art 2001 transferiert wurde.
Die Gattung Sepedophilus umfasst mehr als 350 Arten und ist damit die artenreichste Gattung der Tribus Tachyporini.